# Степновский сельсовет (Ставропольский край)
Степновский сельсовет — упразднённое сельское поселение в Степновском районе Ставропольского края Российской Федерации.
Административный центр — село Степное.

## История
Статус и границы сельского поселения установлены Законом Ставропольского края от 4 октября 2004 год № 88-КЗ «О наделении муниципальных образований Ставропольского края статусом городского, сельского поселения, городского округа, муниципального района».
С 16 марта 2020 года, в соответствии с Законом Ставропольского края от 31 января 2020 г. № 13-кз, все муниципальные образования Степновского муниципального района были преобразованы путём их объединения в единое муниципальное образование Степновский муниципальный округ.

## Население
| 1989  | 2002  | 2010  | 2011  | 2012  | 2013  | 2014  |
| ----- | ----- | ----- | ----- | ----- | ----- | ----- |
| 5767  | ↗6597 | ↘6175 | ↘6162 | ↘6128 | ↘6121 | ↘6080 |
| 2015  | 2016  | 2017  | 2018  | 2019  | 2020  |       |
| ↘5996 | ↘5967 | ↘5966 | ↗5997 | ↘5923 | ↘5861 |       |

### Национальный состав
По итогам переписи населения 2010 года проживали следующие национальности (национальности менее 1 %, см. в сноске к строке "Другие"):
| Национальность | Численность | Процент |
| -------------- | ----------- | ------- |
| Русские        | 4488        | 72,68   |
| Даргинцы       | 584         | 9,46    |
| Аварцы         | 267         | 4,32    |
| Армяне         | 152         | 2,46    |
| Табасараны     | 99          | 1,60    |
| Чеченцы        | 86          | 1,39    |
| Осетины        | 80          | 1,30    |
| Ногайцы        | 77          | 1,25    |
| Лезгины        | 76          | 1,23    |
| Другие         | 266         | 4,31    |
| Итого          | 6175        | 100,00  |

## Состав сельского поселения
| № | Населённый пункт | Тип населённого пункта       | Население |
| - | ---------------- | ---------------------------- | --------- |
| 1 | Восточный        | хутор                        | ↘400      |
| 2 | Левопадинский    | хутор                        | ↗200      |
| 3 | Степное          | село, административный центр | ↗5649     |
| 4 | Юго-Восточный    | хутор                        | ↘11       |